# Sultanato dei Migiurtini
Il Sultanato dei Migiurtini (o della Migiurtinia; in somalo Suldanadda Majeerteen, in arabo سلطنة مجرتين‎?) era un regno somalo del XIX secolo, situato nell'estremità nord-orientale del Corno d'Africa. Nel periodo d'oro del sultanato, coinciso con il regno del Boqor Osman Mahamud, il suo territorio si estendeva all'attuale Somalia centrale e settentrionale. Stato fortemente centralizzato, possedeva tutti gli organi e le funzioni di un moderno stato unitario. La maggior parte dei domini dell'ex sultanato sono oggi sotto il controllo della regione autonoma del Puntland.

## Storia

### Fondazione
Il regno fu fondato a metà del XVIII secolo dai Somali della cabila dei Migiurtini Darod. Raggiunse il massimo splendore nel secolo successivo, sotto li regno del risoluto Boqor Osman Mahamuud.

### Accordo britannico-migiurtino

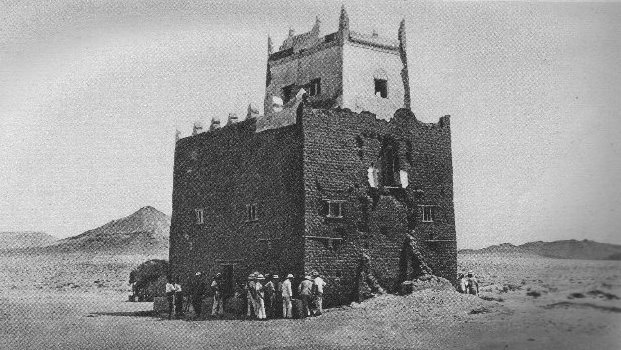
Uno dei forti del Sultanato di Migiurtina ad Hafun.

In conseguenza del consistente numero di naufragi presso il promontorio di Capo Guardafui, vigeva un accordo informale tra il sultanato ed il Regno Unito, in base al quale i britannici accettavano di pagare un sussidio annuale al Boqor per proteggere gli equipaggi inglesi naufragati e le navi dai saccheggi. L'accordo, tuttavia, rimase non ratificato, poiché gli inglesi ritenevano che fare ciò avrebbe significato dare alle altre potenze coloniali europee un precedente per altri trattati con i somali, che sembravano pronti ad entrare in relazione con tutti indifferentemente.

### Il Sultanato di Obbia
Il sultanato di Osman Mahamuud rischiò la distruzione a causa di una guerra per il trono tra lo stesso Boqor ed il suo ambizioso cugino, Yusuf Ali Kenadid. Dopo quasi cinque anni di guerra civile, l'ambizioso concorrente venne obbligato all'esilio in Yemen. Un decennio più tardi, Kenadid ritornò dalla Penisola arabica con una banda di moschettieri hadhrami ed un gruppo di fidati luogotenenti. Con il loro aiuto, riuscì sopraffare i locali clan Hauia ed a stabilire l'indipendente Sultanato di Obbia nel 1878.

### Trattato italo-migiurtino
Alla fine del 1889, il sultano Osman stipulò un trattato con il Regno d'Italia, facendo del suo regno un protettorato italiano, nonché nucleo iniziale della futura Colonia somala. Il suo rivale Kenadid aveva firmato un accordo simile per il suo Sultanato l'anno precedente. Entrambi i sultani infatti accettarono il protettorato italiano per favorire i propri obiettivi espansionistici; Kenadid intendeva usare il supporto italiano nella sua disputa con il sultana di Zanzibar omanita per il controllo dell'area di Uarsceik, oltre che per prendere il potere nel Sultanato Migiurtino. Firmando gli accordi, entrambi i monarchi speravano di sfruttare gli interessi contrastanti delle potenze coloniali europee per assicurarsi più efficacemente una duratura indipendenza dei propri territori.
I termini di entrambi i trattati specificavano che il Regno d'Italia non avrebbe interferito nelle amministrazioni dei rispettivi sultanati. In cambio di forniture di armi italiane e di un sussidio annuale, i sultani concedevano all'Italia un minimo di controllo del territorio e delle concessioni economiche. L'Italia accettò inoltre di inviare ambasciatori per promuovere gli interessi dei due regni africani.
I nuovi protettorati erano gestiti da Vincenzo Filonardi, tramite una compagnia commerciale appositamente creata. Il 5 maggio 1894 venne firmato il Protocollo di confine anglo-italiano, seguito da un accordo del 1906 tra il Cavaliere Giulio Pestalozza ed il Generale Leopold Swaine che assegnava definitivamente Buraan all'amministrazione del sultanato. Con la graduale estensione del dominio italiano sulla Somalia settentrionale, entrambi i sultanati furono alla fine annessi alla Colonia somala. Durante il periodo coloniale gli Italiani costruirono nel centro di Hafun, ribattezzato Dante, una grande salina, allora ritenuta la più grande del mondo, più tardi chiusa durante l'occupazione britannica. La grande opera era stata realizzata dalla Società Migiurtinia.

## Amministrazione

### Burocrazia

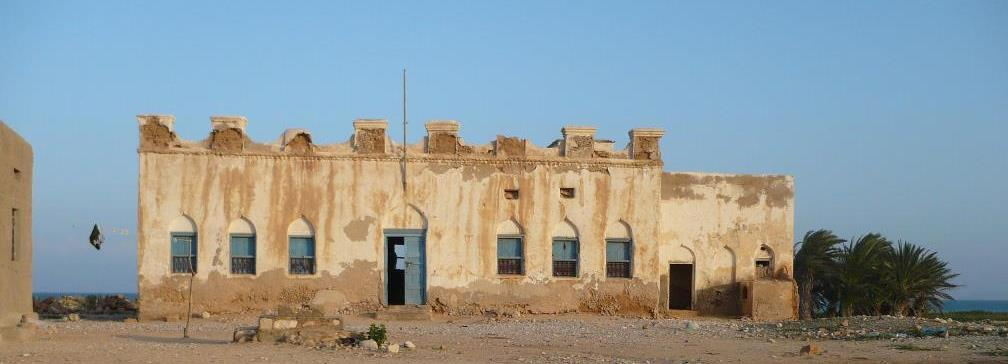
Rovine del castello di Re Osman, costruito nel 1878 a Bargal, capitale stagionale del sultanato.

Come il vicino Sultanato di Obbia, la Migiurtinia era un'entità statuale fortemente centralizzata. Possedeva tutti gli organi e le funzioni di un moderno stato unitario: una burocrazia funzionante, una propria nobiltà ereditaria, una bandiera di stato, un esercito professionale. Entrambi i sultanati mantenevano un archivio scritto delle proprie attività, tuttora esistente.
La capitale principale del sultanato era Alula, con una sede stagionale a Bargal. Il controllo del territorio era assicurato da castelli e forti in numerose aree del regno, inclusa la fortezza di Murcanyo.
Il regnante del Sultanato di Migiurtina esercitava un potere nettamente maggiore rispetto agli altri leader somali del periodo. Come primus inter pares, il Boqor tassava la raccolta delle piante aromatiche e la pesca delle perle lungo la costa. Deteneva inoltre il diritto di naufragio su tutte le navi che naufragavano lungo le coste del regno. Il sultano esercitava inoltre la sua autorità nel controllo del patrimonio boschivo e dei pascoli, riscuotendo tasse sulla terra e sulle derrate.

### Commercio
Ai primi del XIX secolo, marinai somali controllavano i porti della costa settentrionale e commerciavano con i propri sambuchi con Aden e Mokha, nel vicino Yemen.
Secondo rapporti ufficiali commissionati a partire dal 1924 dal Regio Governo della Somalia Italiana, il Sultanato di Migiurtinia intratteneva solide attività commerciali prima dell'occupazione italiana dell'anno successivo. Secondo gli italiani il sultanato aveva esportato materie prime per 1.056.400 Rupie indiane, il 60% dalla vendita di franchincenso ed altre gomme. Pesce ed altri prodotti del mare fruttavano un totale di 250.000 Rupie, equivalenti più o meno al 20% delle esportazioni complessive del sultanato. I restanti proventi da esportazione provenivano dal bestiame, con 16 articoli diversi nella lista delle esportazioni del 1924.

### Forze armate
La solida amministrazione civile era affiancata da un esercito regolare. Oltre a proteggere le istituzioni dalle minacce sia intestine che esterne, gli ufficiali avevano il compito di dare esecuzione agli ordini del Re. Questi includevano la riscossione dei tributi, tipicamente nella forma dell'elemosina legale (seko o sako), una decima dovuta dai Somali ai poveri ed al clero musulmano (wadaads).

## Periodo post-coloniale
Fino al 1974 la Migiurtinia è stata un'entità amministrativa del paese, corrisponde per lo più alla regione di Bari. La sua città principale è Bosaso (in arabo Bender Cassim). Il territorio è costituito da un altopiano che dalle catene montuose di oltre 2.500 metri di altezza digrada verso sud e cade quasi a picco da circa 200 metri sull'oceano Indiano. L'altipiano è inciso da due grandi solchi: la valle del Darror e quella del Nogal.
Attualmente la maggior parte dei territori dell'ex-sultanato ricadono nella regione nordorientale della Somalia amministrata dal territorio autonomo del Puntland, costituitosi nel 1998.